# Кораб майка
Кораб майка (съд-носител, кораб-носител) – събирателно име на няколко класа бойни кораби. Под този термин се разбира голям мореходен кораб, който носи апарати с по-малки рамери – катери, самолети и т.н.
Към тях се отнасят:
- минен транспорт
- аеростатоносец
- хидросамолетоносач (хидроавиотранспорт, авиотендер, авиомайка, хидрокрайцер)
- самолетоносач
- вертолетоносач

Задача на кораба майка е да достави средства за нанасяне на удар към отдалечени места на бойни действия, такива, до които те не могат да стигнат самостоятелно или такива, които са отвъд пределния им радиус на действие.
Понякога (по-рядко), под кораб майка може да се разбира не носител, а плаваща база (плавбаза) за поддръжка на малки кораби – миноносци, есминци, подводници и т.н.
Някои научноизследователски и други граждански съдове също могат да се определят като кораби майки, но за тях се използва друг термин – кораб-носител – например, носител на дълбоководни изследователски апарати – „кораб-носител на подводни апарати“.
Термина „кораб майка“ често се използва за космически кораб (обикновено във фантастиката) със същото предназначение – като носител на апарати с по-малки размери.
|  | Тази страница частично или изцяло представлява превод на страницата „Корабль-матка“ в Уикипедия на руски. Оригиналният текст, както и този превод, са защитени от Лиценза „Криейтив Комънс – Признание – Споделяне на споделеното“, а за съдържание, създадено преди юни 2009 година – от Лиценза за свободна документация на ГНУ. Прегледайте историята на редакциите на оригиналната страница, както и на преводната страница, за да видите списъка на съавторите. ВАЖНО: Този шаблон се отнася единствено до авторските права върху съдържанието на статията. Добавянето му не отменя изискването да се посочват конкретни източници на твърденията, които да бъдат благонадеждни. |